# Mestre de la Seu d'Urgell

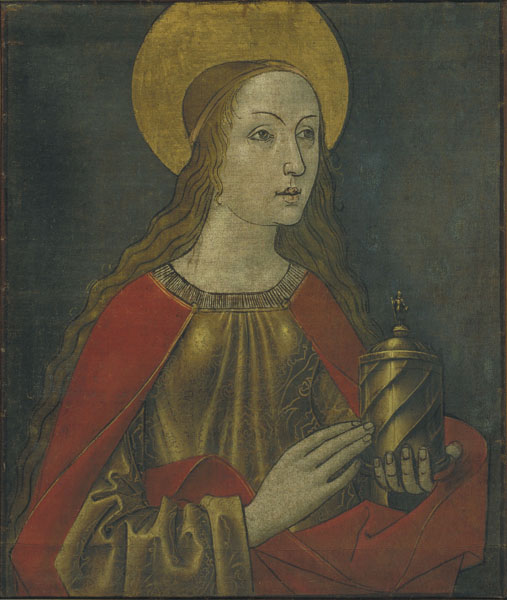
Taula de santa Magdalena de les puertes de l'orgue de la catedral de la Seu d'Urgell (c.1495-1498). Conservades al MNAC

El Mestre de la Seu d'Urgell fou un pintor d'identitat actualment desconeguda, actiu a Catalunya a finals dels Segle XV.
Se li atribueixen les teles de l'orgue de la Seu d'Urgell on es pot veure entre elles la de "Presentació de Jesús al Temple" i del retaule de Sant Jeroni penitent a Puigcerdà, actualment totes al Museu Nacional d'Art de Catalunya.
Els seus treballs es troben influenciats per corrents d'origen flamenc, a causa de la seva minuciositat, no normal en aquella època. També denoten certa influència italiana, gràcies a les atmosferes i al naturalisme de les seves obres.
Hi ha certes teories no corroborades que diuen que o bé es tractava de Roderic Valdevells, domiciliat a Barcelona el 1498 i pintor de la casa del bisbe d'Urgell Pere de Cardona o bé amb Roderic de Bielsa, pintor dels estudis del costat de la mateixa casa.

## Obra
L'important grup d'obres atribuït al Mestre de la Seu d'Urgell constitueix l'epíleg de la presència catalana en el recorregut per l'exposició permanent d'art gòtic. El llenguatge d'aquest pintor anònim, probablement d'origen francès, incorpora elements pseudorenaixentistes que prefiguren l'aparició d'una nova cultura figurativa a Catalunya a partir del primer terç del segle xvi.
La seva activitat es localitza a la zona nord del Principat, en concret a les comarques de la Cerdanya i de l'Alt Urgell. Al costat dels seus dos magnífics olis, es poden contemplar les pintures que formaven part dels antics revestiments (intern i extern) de l'orgue de la catedral de la Seu d'Urgell i que, a banda d'altres consideracions, des d'un punt de vista tipològic conformen un conjunt extraordinàriament singular.

### Obres destacades
- Sant Jeroni penitent, MNAC
- L'Anunciació, MNAC
- Presentació de Jesús al Temple, MNAC